# Alcis ochronigra
Alcis ochronigra är en fjärilsart som beskrevs av Mansbridge 1912. Alcis ochronigra ingår i släktet Alcis och familjen mätare. Inga underarter finns listade i Catalogue of Life.